# Alicja Karska
Trwa reanimacja tego artykułu/biogramu. Pomóż go nam poprawić.
Alicja Karska (ur. 1978 w Malborku) – polska fotografka, autorka instalacji i wideo. Współpracowniczka Aleksandry Went.

## Edukacja
Ukończyła studia na Wydziale Rzeźby Akademii Sztuk Pięknych w Gdańsku (dyplom 2003 w pracowni prof. Zdzisława Pidka). Wspólnie z Aleksandrą Went zdobyła drugą nagrodę w 14th Film – Video Competition, w ramach 48th IFHP World Congress w Oslo w Norwegii (2004), trzecie miejsce w konkursie The One Minutes (2006), stypendium pobytowe w MAP XXL w Żylinie (2006).

## Twórczość
W swoich indywidualnych realizacjach koncentruje się przede wszystkim na pamięci architektury oraz jej miejscu w naszej codzienności. W pracy Podmiot Przedmiot Obiekt (2002) zestawiła ze sobą, w postaci kolorowego fotomontażu i śnieżnobiałej makiety, pozornie sprzeczne połówki budynków mieszkalnych. Ich niekompatybilność, rażąca na zdjęciach, w tekturowych modelach uwodzi harmonią i wdziękiem. Karska zwraca tu uwagę na dążność do indywidualności, osobności, której dom, jako budynek, ale także w sensie metaforycznym, staje się manifestacją. Podobne akcenty związane z architekturą i miastem jako źródłem fascynacji, ale także lęku, można zaobserwować w realizacjach tworzonych wspólnie przez Alicję Karską i Aleksandrę Went. Artystki stawiają pytanie o socjologiczne i psychologiczne znaczenie konkretnych elementów przestrzeni miejskiej. Ich dwa filmy: Planowanie i organizacja przestrzeni (2002), gdzie jako pokojówki krzątają się w rozbieranym szkielecie niedokończonego nigdy budynku, czy Stągiewna 45 (2004), kiedy to postanawiają przywrócić świetność pozostawionym fasadom wyburzonych sklepów, nie tylko poruszają aspekt tkanki miejskiej jako egzemplifikacji przemian społecznych, ale także zwracają uwagę na ulotność i ułomność doczesności.

### Wystawy
2006 Inspekty (z A. Went) Arsenał, Poznań; W Polsce, czyli gdzie?, CSW Warszawa; 2005 Nie ma rzeczy zupełnych, BGSW, Słupsk; Przestrzenie powinności (z A. Went) Galeria Le Guern, Warszawa; Prague Biennale2; Absolwent, IS Wyspa, Gdańsk; WRO 05, Wrocław; Wall to be destroyed, FRAC Lorraine, Metz, Francja; Egocentryczne, niemoralne, przestarzałe, Zachęta, Warszawa; 2004 Nie-pokoje, Królikarnia, Warszawa; Space commitments, Galeria Le Guern, Warszawa; Rybie oko 3, BGSW Słupsk; Przestrzenie publiczne, CSW Łaźnia, Gdańsk; 2003 Projektowanie i organizacja przestrzeni (z A. Went) CSW Warszawa; Supermarket Sztuki IV – Globalne Zauroczenie, Warszawa; WRO 03 Globalica, Wrocław; 2002 Reset, Bunkier Sztuki, Kraków; Mode, Fundacja Wyspa Progress, Gdańsk.

## Nagrody
- Laureat Nagrody Miasta Gdańska dla Młodych Twórców w Dziedzinie Kultury (2003)[1]